# Martin M-130
Il Martin M-130 era un idrovolante quadrimotore di linea a scafo centrale ed ala alta prodotto dall'azienda statunitense Glenn L. Martin Company negli anni trenta.
Sviluppato per essere utilizzato sulle rotte transpacifiche venne realizzato in soli tre esemplari, il China Clipper, il Philippine Clipper e l'Hawaii Clipper. Un quarto esemplare, che doveva assumere la designazione M-156, battezzato Russian Clipper e che venne costruito su richiesta dell'Unione Sovietica, risultava sostanzialmente identico ai primi tre tranne l'adozione di un'ala dalla maggiore apertura e di una coda dall'impennaggio bideriva.
La Martin assegnò al modello la designazione Martin Ocean Transports (Trasporti oceanici), ma vennero popolarmente indicati e ricordati come China Clipper, un nome che diventò il termine generico che identificava, nell'immaginario popolare, tutta la flotta dei grandi idrovolanti transoceanici della Pan Am, il Martin M-130, il Sikorsky S-42 ed il Boeing 314.

## Storia del progetto
Negli anni trenta il progredire della tecnologia in campo aeronautico mise a disposizione delle compagnie aeree mondiali l'opportunità di poter richiedere i alle aziende costruttrici i primi progetti per mezzi aerei capaci di effettuare trasvolate oceaniche. Lo statunitense Juan Trippe, presidente della Pan American Airways, decise quindi di commissionare un nuovo idrovolante che fosse in grado di aprire nuove rotte transpacifiche. La Martin rispose proponendo il suo M-130, un idrovolante a scafo centrale di costruzione interamente metallica caratterizzato dall'adozione di potenti motori ed un'aerodinamica raffinata, dal prezzo di vendita di 417 000 dollari.
Il primo esemplare venne portato in volo per la prima volta il 30 dicembre 1934.

## Tecnica
Il Martin M-130 era un velivolo dall'aspetto imponente, per l'epoca, caratterizzato dalla costruzione interamente metallica, dalla configurazione a scafo centrale, dalla motorizzazione quadrimotore e da una coda dall'impennaggio convenzionale monoderiva.
Lo scafo, di costruzione interamente metallica, comprendeva la cabina di pilotaggio posizionata davanti all'ala ed uno scompartimento passeggeri da 36 a 48 posti a sedere, posti che scendevano a 18 durante i voli notturni. Ai lati dello scafo erano presenti due sponson che avevano tra le altre cose, la funzione di equilibratori mentre il velivolo era sulla superficie dell'acqua. Posteriormente terminava in un impennaggio cruciforme monoderiva con piani orizzontali controventati.
L'ala, montata alta, era collegata allo scafo ed agli sponson tramite una coppia di montanti obliqui. Integrava le quattro gondole, che racchiudevano gli altrettanti motori.
L'impianto propulsivo era affidato a quattro Pratt & Whitney R-1830-S2A5G Twin Wasp, dei motori radiali 14 cilindri a doppia stella raffreddati ad aria dotati di riduttore epicicloidale e compressore meccanico, in grado di sviluppare una potenza di 830 hp (708 kW) ciascuno. In seguito vennero aggiornati sviluppando 950 hp (708 kW) ed abbinati ad eliche "hydromatic".
L'equipaggio normalmente previsto era composto da otto membri, capitano, primo ufficiale, tre ufficiali di volo (Junior Flight Officer, Engineering Officer, Assistant Engineering Officer), operatore radio, ufficiale di navigazione e assistente di volo.

## Impiego operativo
Il 22 novembre 1935 il China Clipper immatricolato NC14716, pilotato dal capitano Edwin C. Musick e dal primo ufficiale R.O.D. Sullivan compì il suo primo volo transpacifico su una rotta postale.. Fu il invece il Philippine Clipper, matricola NC14715, ad inaugurare, il 14 ottobre 1936, il servizio regolare di linea passeggeri tra gli Stati Uniti ed Hong Kong, seguito un mese più tardi dall'Hawaii Clipper, matricola NC14714, che inaugurò la prima rotta regolare transpacifico tra la California e le Filippine. Il volo partì dagli Stati Uniti il 21 ottobre 1936 ed il viaggio di andata e ritorno per e da Manila richiese due settimane per essere completato.
La capacità e l'autonomia che contraddistinguevano l'M-130 ne fece un candidato ideale per il trasporto oltreoceano di carichi militari durante la seconda guerra mondiale. A partire dal 1942 il Philippine Clipper ed il China Clipper NC14716, i due esemplari rimasti dopo la perdita dell'Hawaii Clipper, vennero impiegati in missioni di trasporto per conto della United States Navy.

## Incidenti
Nel luglio 1938, l'Hawaii Clipper scomparve nel cielo sopra il Pacifico mentre stava effettuando il volo di collegamento tra Guam e Manila con la perdita dei nove membri dell'equipaggio ed i sei passeggeri a bordo. Le cause del probabile incidente non vennero mai determinate.
Il Philippine Clipper che riuscì a scampare all'attacco giapponese all'isola di Wake, che seguì quello a Pearl Harbor, si schiantò nel 1943 sul fianco di una montagna mentre era in fase di discesa per ammarare a San Francisco. L'ultimo M-130 a subire un incidente fu il China Clipper NC14716, naufragato a Port of Spain, Trinidad, durante la fase di ammaraggio l'8 gennaio 1945.

## Utilizzatori
Stati Uniti
- Pan American Airways

### Periodici
- (EN) America's latest "Clipper", in Flight, Sutton, Surrey - UK, Reed Business Information Ltd., 24 gennaio 1935,  p. 99. URL consultato il 10 novembre 2013.